# 陶扬
陶扬（1915年—2010年），男，河南滑县人，中华人民共和国政治人物，曾任湖北省政协副主席，第六届全国政协委员。